# Grand Prix Impanis-Van Petegem 2013
La 3e édition du Grand Prix Impanis-Van Petegem a eu lieu le 21 septembre 2013.
L'épreuve fait partie de l'UCI Europe Tour 2013 en catégorie 1.1.

## Présentation

### Équipes
Classé en catégorie 1.1 de l'UCI Europe Tour, le Grand Prix Impanis-Van Petegem est par conséquent ouvert aux UCI ProTeams dans la limite de 50 % des équipes participantes, aux équipes continentales professionnelles, aux équipes continentales et à une équipe nationale belge.
| Nom de l'équipe         | Pays     | Code |
| ----------------------- | -------- | ---- |
| Argos-Shimano           | Pays-Bas | ARG  |
| Belkin                  | Pays-Bas | BEL  |
| BMC Racing              | Belgique | BMC  |
| Euskaltel Euskadi       | Espagne  | EUS  |
| Lotto-Belisol           | Belgique | LTB  |
| Omega Pharma-Quick Step | Belgique | OPQ  |
| Vacansoleil-DCM         | Pays-Bas | VCD  |

| Nom de l'équipe                  | Pays     | Code |
| -------------------------------- | -------- | ---- |
| Sélection nationale de Belgique  | Belgique | BEL  |
| Sélection nationale des Pays-Bas | Pays-Bas | NED  |

| Nom de l'équipe              | Pays     | Code |
| ---------------------------- | -------- | ---- |
| Accent Jobs-Wanty            | Belgique | AJW  |
| Androni Giocattoli-Venezuela | Italie   | AND  |
| Crelan-Euphony               | Belgique | CRE  |
| Europcar                     | France   | EUC  |
| Topsport Vlaanderen-Baloise  | Belgique | TSV  |

| Nom de l'équipe                | Pays     | Code |
| ------------------------------ | -------- | ---- |
| 3M                             | Belgique | MMM  |
| An Post-ChainReaction          | Belgique | SKT  |
| Color Code-Biowanze            | Belgique | CCB  |
| De Rijke-Shanks                | Pays-Bas | RIJ  |
| Doltcini-Flanders              | Belgique | DOL  |
| To Win-Josan                   | Belgique | TWJ  |
| T.Palm-Pôle Continental Wallon | Belgique | PCW  |
| Ventilair-Steria               | Belgique | JVC  |
| Verandas Willems               | Belgique | WIL  |
| Wallonie-Bruxelles             | Belgique | WBC  |

## Classement final
|    | Coureur            | Équipe                        |    | Temps           |
| -- | ------------------ | ----------------------------- | -- | --------------- |
| 1  | Sep Vanmarcke      | Belkin                        | en | 4 h 21 min 48 s |
| 2  | Pieter Weening     | Équipe nationale des Pays-Bas | +  | 0 s             |
| 3  | Jérôme Baugnies    | To Win-Josan                  |    | 7 s             |
| 4  | Roy Curvers        | Argos-Shimano                 |    | 7 s             |
| 5  | Antonio Parrinello | Androni-Giocattoli-Venezuela  |    | 7 s             |
| 6  | Björn Leukemans    | Vacansoleil-DCM               |    | 7 s             |
| 7  | Danilo Wyss        | BMC Racing                    |    | 7 s             |
| 8  | Tom Veelers        | Argos-Shimano                 |    | 43 s            |
| 9  | Tosh Van der Sande | Lotto-Belisol                 |    | 43 s            |
| 10 | Moreno Hofland     | Belkin                        |    | 43 s            |